# Natalia Juárez
Natalia Juárez  (Mexikóváros, 1995. február 13. –) mexikói színésznő.

## Élete és pályafutása
1995. február 13-án született Mexikóvárosban. 2002-ben Simoneta szerepét játszotta a Hajrá skacokban. 2005-ben a Sueños y caramelosban játszott. 2008-ban a La rosa de Guadalupe című sorozatban szerepelt. 2009-ben Fabiola szerepét alakította az Atrévete a soñar című telenovellában.

## Filmográfia

### Telenovellák
- Szerelem zálogba (Lo que la vida me robó) (2013-2014) - Virginia Arechiga Betrand
- La rosa de Guadalupe (2011) - Epizód "Una Buena Estrella"
- Atrévete a soñar (2009-2010) - Fabiola
- Un gancho al corazón (2008) -  Mayra
- Kedves ellenség (Querida enemiga) (2008) - Florencia
- Pokolba a szépfiúkkal! (Al diablo con los guapos) (2008) - Rosario
- Sueños y caramelos (2005)- Lucy
- Mujer de madera (2004) - Marissa Santibáñez (gyerek)
- Hajrá skacok (¡Vivan los niños!) (2002-2003) -  Simoneta Molina
- María (1997) - Rosa Isela (gyerek)

### Sorozatok
- Plaza Sesamo (1999- 2001) - Naty
- Barney y sus amigos (2002)
- La rosa de Guadalupe (2008-2010-2011)
- Como dice el dicho (2011)
- Como dice el dicho (2013)